# Єліфьор
Єліфьо́р (рос. Елифёр) — присілок у складі Котельницького району Кіровської області, Росія. Входить до складу Комсомольського сільського поселення.
Населення становить 9 осіб (2010, 18 у 2002).
Національний склад станом на 2002 рік — росіяни 100 %.